# Скињано
Скињано (итал. Schignano) је насеље у Италији у округу Комо, региону Ломбардија.
Према процени из 2011. у насељу је живело 935 становника. Насеље се налази на надморској висини од 572 м.

## Становништво
Према резултатима пописа становништва 2011. у општини је живело 874 становника.
| 1931. | 1936. | 1951. | 1961. | 1971. | 1981. | 1991. | 2001. | 2011. |
| ----- | ----- | ----- | ----- | ----- | ----- | ----- | ----- | ----- |
| 1.633 | 1.319 | 1.336 | 1.214 | 1.006 | 934   | 901   | 935   | 874   |